# 2025년 대한민국의 영화 목록
다음은 2025년에 개봉 예정인 대한민국의 영화 목록이다.

## 개봉작
일자가 색으로 칠해져 있는 영화는 개봉된 영화를 의미한다. 개봉일은 대한민국 기준.

### 상반기
| 개봉일 | 개봉일 | 제목                          | 배급사                                    | 감독           | 출연진 | 장르                      | 비고                    |
| ------ | ------ | ----------------------------- | ----------------------------------------- | -------------- | --- | ------------------------- | ----------------------- |
| 1월    | 8일    | 동화지만 청불입니다           | (주)미디어 캔                             | 이종석         | 박지현, 최시원, 성동일                                                                                             | 코미디                    |                         |
| 1월    | 8일    | 부모 바보                     | 보리수나무영화사                          | 이종수         | 안은수, 나호숙, 윤혁진                                                                                             | 드라마                    |                         |
| 1월    | 8일    | 코넬의 상자                   | (주)와이드릴리즈                          | 이현지         | 동하, 허지원, 김수민, 도준영, 지세현, 박이현, 고도환, 곽연서, 하시안                                               | 미스터리                  |                         |
| 1월    | 10일   | 수호                          | (주)씨엠닉스 CMNIX                        | 박용철         | 곽승일, 마영주, 이수경                                                                                             | 드라마                    |                         |
| 1월    | 15일   | 은빛살구                      | 미노엔터테인먼트                          | 장만민         | 나애진, 안석환, 강봉성, 김진영, 최정현, 박현숙, 박미소, 조하성, 윤서정, 성노진                                     | 드라마                    |                         |
| 1월    | 15일   | 폭락                          | (주)무암, 영화로운형제                    | 현해리         | 송재림, 안우연, 민성욱, 소희정                                                                                     | 드라마                    |                         |
| 1월    | 22일   | 문워크                        | 필름다빈                                  | 신현규         | 유승목 | 드라마                    |                         |
| 1월    | 22일   | 히트맨 2                      | (주)바이포엠스튜디오                      | 최원섭         | 권상우, 정준호, 이이경, 황우슬혜, 김성오, 이지원, 한지은, 이순원, 이준혁, 박광재, 김한준, 알렉산더, 송유하, 박태산 | 코미디                    |                         |
| 1월    | 24일   | 검은 수녀들                   | (주)넥스트엔터테인먼트월드                | 권혁재         | 송혜교, 전여빈, 이진욱, 문우진, 허준호                                                                             | 미스터리                  |                         |
| 1월    | 24일   | 귀신경찰                      | (주)제이앤씨미디어그룹, 와이드 릴리즈(주) | 김영준         | 신현준, 김수미 | 코미디                    |                         |
| 1월    | 28일   | 말할 수 없는 비밀             | 플러스엠 엔터테인먼트                     | 서유민         | 도경수, 원진아, 신예은                                                                                             | 판타지                    |                         |
| 2월    | 5일    | 고양이키스: 당신에게          | (주)모토                                  | 황수빈         | 오동민, 류아엘 | 드라마                    |                         |
| 2월    | 5일    | 만담                          | 씨지브이 아이스콘                         | 조승식         | | 코미디, 공연              |                         |
| 2월    | 5일    | 브로큰                        | (주)바른손이앤아이                        | 김진황         | 하정우, 김남길, 유다인, 정만식, 임성재                                                                             | 범죄                      |                         |
| 2월    | 19일   | 써니데이                      | (주)트리플픽쳐스                          | 이창무         | 최다니엘, 정혜인, 한상진, 강은탁, 김정화, 김정균, 주석제, 지성원, 김기남, 정민경                                   | 드라마                    |                         |
| 2월    | 21일   | 퇴마록                        | (주)쇼박스                                | 김동철         | 최한, 남도형, 정유정, 김연우                                                                                       | 애니메이션, 액션·미스터리 |                         |
| 2월    | 21일   | 그 시절, 우리가 좋아했던 소녀 | CJ CGV                                    | 조영명         | 진영, 다현 | 멜로·로맨스               |                         |
| 2월    | 21일   | 민들레                        | (주)나우콘텐츠                            | 김문옥         | | 가족                      |                         |
| 2월    | 25일   | 봉우야                        | (주)씨엠에스                              | 고학           | 박봉우, 유현재, 임민혁, 마영루, 민재원, 이태율, 장영훈                                                             | 범죄                      |                         |
| 2월    | 26일   | 괜찮아 괜찮아 괜찮아          | (주)바이오엠 스튜디오                     | 김혜영         | 이레, 진서연, 정수빈, 이정하, 손석구                                                                               | 가족                      |                         |
| 2월    | 26일   | 백수아파트                    | 플러스엠엔터테인먼트                      | 이루다         | 경수진, 고규필, 이지훈, 김주령, 최유정                                                                             | 미스터리                  |                         |
| 2월    | 27일   | 차라리 죽여                   | 영화로운 형제                             | 김상훈         | 김주은, 김도연, 안정균                                                                                             | 코미디                    |                         |
| 2월    | 27일   | 로망스                        | 제이앤씨미디어그룹 와이드릴리즈㈜         | 한민택         | 문예원, 박상남, 김건호, 주민서, 김영범, 여준민                                                                     | 코미디                    |                         |
| 3월    | 12일   | 침범                          | (주)스튜디오산타클로스엔터테인먼트        | 김여정, 이정환 | 곽선영, 권유리, 이설, 기소유, 신동미, 허정도, 길해연, 유정후, 허지원, 김승희, 염지영, 윤기찬                       | 미스터리                  |                         |
| 3월    | 12일   | 호조                          | (주)드림팩트엔터테인먼트                  | 권혁만         | 최민우, 장정식, 이환의, 김동원, 조은주                                                                             | 뮤지컬                    |                         |
| 3월    | 13일   | 커플지옥                      | 바틀테이스트픽쳐스                        | 앙리           | 수현, 김환, 김민, 천희주, 차보성, 지연주, 박하율, 김예은, 홍지석, 이주미, 최우성                                   | 공포(호러)                |                         |
| 3월    | 19일   | 초혼, 다시 부르는 노래        | (주)제이오엔터테인먼트                    | 조정래         | 김정연, 윤동원, 박철민, 김동완                                                                                     | 드라마                    |                         |
| 3월    | 21일   | 스트리밍                      | 롯데컬쳐웍스(주)롯데엔터테인먼트          | 조창호         | 김하늘 | 스릴러                    |                         |
| 3월    | 26일   | 승부                          | (주)바이오엠스튜디오                      | 김형주         | 이병헌, 유아인, 고창석, 현봉식, 문정희, 김강훈                                                                     | 드라마                    |                         |
| 3월    | 27일   | 나의 탐스러운 사생활          | (주)제이앤씨미디어그룹                    | 서형우         | 황승언, 김현준, 도연진, 강준규                                                                                     | 드라마                    |                         |
| 4월    | 2일    | 남으로 가는 길                | THE픽쳐스                                 | 김상래         | 박광현, 오수정, 최준용, 권남후, 양희성, 김조운, 정종우, 신용훈, 강필선                                             | 드라마                    |                         |
| 4월    | 2일    | 로비                          | (주)쇼박스                                | 하정우         | 하정우, 김의성, 강해림, 이동휘, 박병은, 강말금, 최시원, 차주영, 박해수, 곽선영                                     | 드라마                    |                         |
| 4월    | 2일    | 프랑켄슈타인 아버지           | 스튜디오 에이드                           | 최재영         | 강길우, 양흐주, 이찬유                                                                                             | 드라마                    |                         |
| 4월    | 9일    | 귀신들                        | 영화로운 황제                             | 황승재         | 이요원. 강찬희, 정경호, 백수장, 오희준, 이주실, 조재윤, 김강현                                                     | SF                        |                         |
| 4월    | 9일    | 울지 않는 아이                | (주)팝엔테터인먼트                        | 이혁동         | 최대철, 이칸희, 박정학, 김준현                                                                                     | 드라마                    |                         |
| 4월    | 16일   | 야당                          | 플러스엠엔터테인먼트                      | 황병국         | 강하늘, 유해진, 박해준, 류경수                                                                                     | 범죄                      |                         |
| 4월    | 17일   | 하루 또 하루                  | (주)블루필름웍스                          | 박용기         | 김지완, 현영, 조강우, 정진혁                                                                                       | 드라마                    |                         |
| 4월    | 30일   | 거룩한 밤: 데몬 헌터스        | (주)빅펀치픽쳐스                          | 임대희         | 마동석, 서현, 이다윗, 경수진, 정지소                                                                               | 액션                      |                         |
| 4월    | 30일   | 파과                          | (주)넥스트엔터테인먼트                    | 민규동         | 이혜영, 김성철, 연우진, 김무열, 신시아                                                                             | 액션                      | 제75회 베를린국제영화제 |
| 4월    | 30일   | 사이공 선셋                   | (주)로드하우스                            | 손현우         | 대니 리, 서리나, 손동제                                                                                            | 멜로·로맨스               |                         |
| 4월    | 30일   | 영동선                        | (주)글로벌엔터테인먼트                    | 최종학         | 전노민, 정윤서, 최대철                                                                                             | 드라마                    |                         |
| 5월    | 1일    | 지충일기                      | (주)블루필름웍스                          | 전성우·문승욱  | 박선우 | 드라마                    |                         |
| 5월    | 7일    | 바이러스                      | (주)바이오엠스튜디오                      | 강이관         | 배두나, 김윤석, 장기하                                                                                             | 드라마                    |                         |
| 5월    | 8일    | 데드어게인                    | (주)로드하우스                            | 손현우         | 김태진, 서리나, 이고휘, 대니 리, 손동제                                                                            | 스릴러                    |                         |
| 5월    | 14일   | 그 자연이 네게 뭐라고 하니    | (주)영화제작전원사 · (주)콘텐츠판다       | 홍상수         | 허성국, 권해효, 조윤희, 강소이, 박미소                                                                             | 드라마                    |                         |
| 5월    | 14일   | 보이 인더풀                   | (주)트리플픽쳐스                          | 류연수         | 호우, 이민재, 이예원, 양희원                                                                                       | 드라마                    |                         |
| 5월    | 21일   | 주차금지                      | (주)플레이그램                            | 손현우         | 류현경, 김뢰하, 차선우                                                                                             | 드라마                    |                         |
| 5월    | 21일   | 분리수거                      | (주)이놀미디어                            | 이소민         | 박보경, 윤혁진, 태항호, 주병하                                                                                     | 드라마                    |                         |
| 5월    | 27일   | 그 자연이 네게 뭐라고 하니    | (주)영화제작전원사 · (주)콘텐츠판다       | 홍상수         | 허성국, 권해효, 조윤희, 강소이, 박미소                                                                             | 드라마                    |                         |
| 5월    | 28일   | 내가 누워있을 때              | (주)시네마 달                             | 최정문         | 정치인, 오우리, 박보람, 김병칠, 이한주, 한지원, 양말복, 백현주, 홍승이, 하성훈, 김현영, 서상원                     | 드라마                    |                         |
| 5월    | 28일   | 신명                          | (주)블루필름웍스                          | 김남균         | 김규리, 안내상, 명계남                                                                                             | 드라마                    |                         |
| 5월    | 29일   | 스위트홈                      | 마루아트센터(주)                          | 김용익         | 노현희, 손승현, 박수민, 유성민, 윤지숙                                                                             | 스릴러                    |                         |
| 5월    | 29일   | 기억의 조각                   | 목영이엔엠                                | 이광복         | 백재우, 박승연, 박철민, 박주현                                                                                     | 드라마                    |                         |
| 5월    | 29일   | 해피해피                      | 시네마 뉴원                               | 이수성         | 길은혜, 황유주, 신지훈, 김미준                                                                                     | 드라마                    |                         |
| 5월    | 30일   | 기타맨                        | (주)씨엠닉스                              | 이선정         | 이선정, 김새론 | 드라마                    |                         |
| 5월    | 30일   | 하이파이브                    | (주)넥스트엔터테인먼트월드                | 강형철         | 이재인, 안재홍, 라미란, 김희원, 유아인, 오정세, 박진영                                                             | 판타지                    |                         |
| 5월    | 30일   | 소주전쟁                      | (주)쇼박스                                | 박현우         | 유해진, 이제훈, 손현주, 최영준                                                                                     | 드라마                    |                         |
| 6월    | 2일    | 신명                          | (주)스마일이엔티, 블루필름웍스            | 김남균         | 김규리, 안내상, 주성환, 동방우, 신성희, 김인우, 최지현                                                             | 드라마                    |                         |
| 6월    | 11일   | 귤레귤레                      | (주)인디스토리                            | 고봉수         | 이희준, 서예화, 신민재, 정춘, 김수진, 박은영                                                                       | 드라마                    |                         |
| 6월    | 11일   | 어브로드                      | (주)바이포엠스튜디오                      | 지오바니 푸무  | 장성범, 임영주, 토니덴안                                                                                           | 드라마                    |                         |
| 6월    | 11일   | 태양의 노래                   | (주)바이포엠스튜디오                      | 조영준         | 정지소, 차학연, 정웅인, 진경, 권한솔                                                                               | 드라마                    |                         |
| 6월    | 18일   | 잔챙이                        | 봄베씨네, 에이치필름                      | 박중하         | 김호원, 임채영, 성환                                                                                               | 드라마                    |                         |
| 6월    | 20일   | 악의 도시                     | (주)영화특별시에스엠씨                    | 현우성         | 현우성, 한채영, 장의수                                                                                             | 드라마                    |                         |
| 6월    | 25일   | 세하별                        | (주)트리플픽쳐스                          | 김우석         | 조관우, 장윤서, 이문식, 안이서, 박노식, 이재용, 윤복인, 강성진, 현우섭, 김경룡, 한태일, 전진우                     | 드라마                    |                         |
| 6월    | 25일   | 바다 호랑이                   | 영화로운 형제                             | 정윤철         | 이지훈, 박호산 | 드라마                    |                         |
| 6월    | 25일   | 천국은 없다                   | (주)디스테이션, (주)삼백상회 300          | 손승웅         | 박정표, 이호원, 정민성                                                                                             | 액션                      |                         |
| 6월    | 25일   | 노이즈                        | (주)바이오엠스튜디오                      | 김수진         | 이선빈, 김민석, 한수아, 류경수, 전익령, 백주희                                                                     | 스릴러                    |                         |
| 6월    | 25일   | 레슨                          | (주)모토                                  | 김경래         | 정승민, 이유하, 전하나, 손준영                                                                                     | 멜로·로맨스               |                         |

### 하반기
| 개봉일 | 개봉일 | 제목                      | 배급사                                | 감독   | 출연진                                                                               | 장르       | 비고 |
| ------ | ------ | ------------------------- | ------------------------------------- | ------ | ------------------------------------------------------------------------------------ | ---------- | ---- |
| 7월    | 2일    | 된장이                    | 영화특별시에스엠씨                    | 조한별 | 강지영, 이주원, 유순웅, 이문식                                                       | 코미디     |      |
| 7월    | 3일    | 홍신소                    | 시네마뉴원                            | 김태하 | 성동일, 전경호, 박채익                                                               | 액션       |      |
| 7월    | 9일    | 과기열차                  | (주)넥스트엔터테인먼트월드            | 탁세웅 | 주현영, 전백수, 최보민                                                               | 공포(호러) |      |
| 7월    | 9일    | 봄밤                      | (주)시네마달                          | 강미자 | 한예리, 김석진, 김선재, 정명원, 김승환, 오대민                                       | 드라마     |      |
| 7월    | 9일    | 여름이 지나가면           | (주)엣나인필름                        | 장병기 | 이재준, 최혁진, 최우록, 고서희, 강길우                                               | 드라마     |      |
| 7월    | 16일   | 꿈꾸는 사진관             | 시네마뉴원                            | 정초신 | 신미식                                                                               | 드라마     |      |
| 7월    | 16일   | 커미션                    | 팬엔터테인먼트                        | 신재민 | 김현수, 김용지, 김진우                                                               | 미스터리   |      |
| 7월    | 17일   | 구마수녀-둘러붙었구나     | (주)제이앤씨미디어그룹                | 노홍진 | 스테파니 리, 이신성, 김태연                                                          | 공포(호러) |      |
| 7월    | 23일   | 비밀의 화원               | 미디어나무(주)                        | 김성환 | 박정학, 최나린                                                                       | 기타       |      |
| 7월    | 23일   | 오키나와 블루노트         | (주)와우 waw                          | 조성규 | 김용완, 황승언                                                                       | 드라마     |      |
| 7월    | 23일   | 전지적 독자 시점          | (주)롯데컬쳐웍스(주)롯데엔터테인먼트  | 김병우 | 안효섭, 이민호, 채수빈, 신승호, 나나, 지수, 권은섭                                   | 판타지     |      |
| 7월    | 30일   | 우리 둘 사이에            | (주)인디스토리                        | 성지혜 | 김시은, 설정환, 오지후, 강말금                                                       | 드라마     |      |
| 7월    | 30일   | 좀비딸                    | (주)넥스트엔터테인먼트월드            | 필감성 | 조정석, 이정은, 조여정, 윤경호, 최유리                                               | 코미디     |      |
| 8월    | 6일    | 강령: 귀신놀이            | (주)스튜디오 디에이치엘               | 손동완 | 김예림, 이찬영, 서동현, 오소현, 김은비, 박서연                                       | 공포(호러) |      |
| 8월    | 6일    | 수연의 선율               | (주)싸이더스                          | 최종룡 | 김보연, 최이랑, 김현정, 진대연, 최승원                                               | 가족       |      |
| 8월    | 6일    | 야당: 익스텐디드 컷       | 메가박스중앙(주)플렉스엠 엔터테인먼트 | 황병국 | 강하늘, 유해진, 박해준, 류경수, 채원빈                                               | 범죄       |      |
| 8월    | 13일   | 악마가 이사왔다           | (주)씨제이이엔엠                      | 이상근 | 임윤아, 안보현, 성동일, 주현영                                                       | 미스터리   |      |
| 8월    | 14일   | 815 사수작전              | 시네마뉴원                            | 손병조 | 김인권, 노영학                                                                       | 코미디     |      |
| 8월    | 20일   | The 자연인                | 스톤워크                              | 노영석 | 변제신, 정용훈, 신운섭, 이란희                                                       | 코미디     |      |
| 8월    | 20일   | 식사 이론                 | 롯데컬쳐웍스(주)롯데시네마            | 박수연 | 홍진기, 홍서희, 정혁                                                                 | 코미디     |      |
| 8월    | 22일   | 온리 갓 노우즈 에브리띵   | (주)트리플픽쳐스                      | 백승환 | 신승호, 한지은, 박명훈, 전소민                                                       | 미스터리   |      |
| 8월    | 22일   | 검은 령                   | 제이앤엔터테인먼트                    | 김현준 | 이누팜 트리파티, 임도화, 송승헌, 김병훈, 서동원, 김혜나, 곽수진, 윤준원              | 공포(호러) |      |
| 8월    | 27일   | 다른 것으로 알려질 뿐이지 | 영화로운 형제                         | 조희영 | 공민정, 정보람, 정회린, 김동환, 류세일, 유병용                                       | 드라마     |      |
| 9월    | 3일    | 마지막 숙제               | (주)이눌미디어                        | 이정철 | 엄태웅, 이재준, 홍정민, 임한빈, 한창민, 김도연, 윤현숙, 전수경, 박상면, 이선, 남대협 | 드라마     |      |
| 9월    | 3일    | 3670                      | 엣나인필름                            | 박준호 | 조우현, 김현목, 조대희, 배한솔, 임지형, 전두식, 하승우, 윤설, 김진이, 채기경         | 드라마     |      |
| 9월    | 3일    | 3학년 2학기               | 작업장 봄                             | 이란희 | 유이하, 김성국, 양지운, 김소완, 강진아                                               | 드라마     |      |
| 9월    | 5일    | 살인자 리포트             | 소닉픽쳐스엔터테인먼트                | 조영준 | 조여정, 정성일                                                                       | 드라마     |      |
| 9월    | 9일    | 엄마없는 하늘아래         | 시네마 뉴원                           | 한명구 | 이은수, 유영미, 오상철, 김민채, 박세미                                               | 가족       |      |
| 9월    | 10일   | 가족의 비밀               | (주)스튜디오디에이치엘                | 이상훈 | 김혜은, 김법래, 김보윤                                                               | 드라마     |      |
| 9월    | 10일   | 전력질주                  | (주)레드아이스엔터테인먼트            | 이승훈 | 하석진, 이신영, 다현, 이순원, 윤서빈                                                 | 드라마     |      |
| 9월    | 10일   | 홈캠                      | (주)스튜디오산타클로스엔터테인먼트    | 오세호 | 윤세아, 윤필하, 권혁, 리마탄 비 항                                                   | 공포       |      |
| 9월    | 11일   | 얼굴                      | 메가박스중앙(주)플렉스엠엔터테인먼트  | 연상호 | 박정민, 권해효, 신현빈, 임성재, 한지현                                               | 미스터리   |      |

## 참고 문헌
- KOFIC 영화데이터베이스

## 같이 보기
- 2025년 대한민국의 영화